# Кладний Дял
Кладни́й Дял (болг. Кладни дял) — село у Великотирновській області Болгарії. Входить до складу общини Велико-Тирново.

## Населення
За даними перепису населення 2011 року у селі проживали 20 осіб, з них 18 осіб (90,0%) — болгари.
Розподіл населення за віком у 2011 році:
Динаміка населення: